# Nagroda Saturn w kategorii najlepszy film science fiction
Laureaci nagród Saturna w kategorii najlepszy film science fiction:

## Lata 70
1972: Rzeźnia nr 5
1973: Zielona pożywka

nominacje:
- Beware! The Blob
- Bitwa o Planetę Małp
- Dzień delfina
- Podwodna odyseja
- Śpioch
- Świat Dzikiego Zachodu
- Wążżżż

1974/75: Rollerball

nominacje:
- Chłopiec i jego pies
- Żony ze Stepford

1976: Ucieczka Logana

nominacje:
- Człowiek, który spadł na ziemię
- Embrion
- God Told Me To
- Sieć
- Solaris
- Świat przyszłości

1977: Gwiezdne wojny: część IV – Nowa nadzieja

nominacje:
- Bliskie spotkania trzeciego stopnia
- Diabelskie nasienie
- Ostatni promień blasku
- Wyspa doktora Moreau

1978: Superman

nominacje:
- The Cat from Outer Space
- Chłopcy z Brazylii
- Koziorożec 1
- Inwazja łowców ciał

1979: Obcy – ósmy pasażer Nostromo

nominacje:
- Czarna dziura
- Moonraker
- Podróż w czasie
- Star Trek

## Lata 80
1980: Gwiezdne wojny: część V – Imperium kontratakuje

nominacje:
- Bitwa wśród gwiazd
- Flash Gordon
- Końcowe odliczanie
- Odmienne stany świadomości

1981: Superman II

nominacje:
- Heavy Metal
- Odległy ląd
- Serce robota
- Ucieczka z Nowego Jorku

1982: E.T.

nominacje:
- Łowca androidów
- Star Trek II: Gniew Khana
- Tron
- Zagrożony gatunek

1983: Gwiezdne wojny: część VI – Powrót Jedi

nominacje:
- Błękitny grom
- Burza mózgów
- Dziwni najeźdźcy
- Gry wojenne

1984: Terminator

nominacje:
- 2010: Odyseja kosmiczna
- Diuna
- Gwiezdny przybysz
- Star Trek III: W poszukiwaniu Spocka

1985: Powrót do przyszłości

nominacje:
- Kokon
- Mad Max pod Kopułą Gromu
- Mój własny wróg
- Zabójczy widok

1986: Obcy – decydujące starcie

nominacje:
- Krótkie spięcie
- Ucieczka nawigatora
- Peggy Sue wyszła za mąż
- Star Trek IV: Powrót na Ziemię

1987: RoboCop

nominacje:
- Interkosmos
- Predator
- Uciekinier
- Ukryty
- Władcy wszechświata

1988: Obcy przybysze

nominacje:
- Kokon: Powrót
- Krótkie spięcie 2
- Moja macocha jest kosmitką
- Oni żyją
- Plazma

## Lata 90
1989/90: Pamięć absolutna

nominacje:
- Kochanie, zmniejszyłem dzieciaki
- Linia życia
- Otchłań
- Powrót do przyszłości II
- Powrót do przyszłości III
- RoboCop 2
- Wspaniała przygoda Billa i Teda
- Wstrząsy

1991: Terminator 2: Dzień sądu

nominacje:
- Człowiek rakieta
- Frankenstein wyzwolony
- Prayer of the Rollerboys
- Predator 2
- Ucieczka przez czas

1992: Star Trek VI: Nieodkryta kraina

nominacje:
- Freejack
- Kochanie, zwiększyłem dzieciaka
- Kosiarz umysłów
- Obcy 3
- Wspomnienia niewidzialnego człowieka

1993: Park Jurajski

nominacje:
- Człowiek demolka
- Człowiek-meteor
- Forteca
- Morderczy przyjaciel
- RoboCop 3
- Uprowadzenie

1994: Gwiezdne wrota

nominacje:
- Kolonia karna
- Porywacze ciał
- Star Trek: Pokolenia
- Strażnik czasu
- Uliczny wojownik
- Władcy marionetek

1995: 12 małp

nominacje:
- Dziwne dni
- Epidemia
- Gatunek
- Kongo
- Sędzia Dredd
- Wodny świat

1996: Dzień Niepodległości

nominacje:
- Kosmiczne projekcje 3000
- Marsjanie atakują!
- Star Trek: Pierwszy kontakt
- Ucieczka z Los Angeles
- Wyspa doktora Moreau

1997: Faceci w czerni

nominacje:
- Kontakt
- Obcy: Przebudzenie
- Piąty element
- Wysłannik przyszłości
- Żołnierze kosmosu

1998: Armageddon, Mroczne miasto

nominacje:
- Dzień zagłady
- Star Trek: Rebelia
- Z Archiwum X: Pokonać przyszłość
- Zagubieni w kosmosie

1999: Matrix

nominacje:
- eXistenZ
- Gwiezdne wojny: część I – Mroczne widmo
- Kosmiczna załoga
- Pitch Black
- Trzynaste piętro

## 2000–2009
2000: X-Men

nominacje:
- Cela
- Człowiek widmo
- Kosmiczni kowboje
- 6-ty dzień
- Titan – Nowa Ziemia

2001: A.I. Sztuczna inteligencja

nominacje:
- Lara Croft: Tomb Raider
- Park Jurajski III
- Planeta Małp
- Tylko jeden
- Vanilla Sky

2002: Raport mniejszości

nominacje:
- Faceci w czerni II
- Gwiezdne wojny: część II – Atak klonów
- Solaris
- Star Trek: Nemesis
- Znaki

2003: X-Men 2

nominacje:
- Hulk
- Lara Croft Tomb Raider: Kolebka życia
- Matrix Rewolucje
- Terminator 3: Bunt maszyn
- Zapłata

2004: Zakochany bez pamięci

nominacje:
- Efekt motyla
- Ja, robot
- Pojutrze
- Sky Kapitan i świat jutra
- Życie, którego nie było

2005: Gwiezdne wojny: część III – Zemsta Sithów

nominacje:
- Fantastyczna Czwórka
- Obłęd
- Serenity
- Wojna światów
- Wyspa

2006: Ludzkie dzieci

nominacje:
- Deja Vu
- Prestiż
- V jak vendetta
- X-Men: Ostatni bastion
- Źródło

2007: Projekt: Monster

nominacje:
- Fantastyczna Czwórka: Narodziny Srebrnego Surfera
- Jestem legendą
- Mimzy: mapa czasu
- Transformers
- W stronę słońca

2008: Iron Man

nominacje:
- Dzień, w którym zatrzymała się Ziemia
- Eagle Eye
- Indiana Jones i Królestwo Kryształowej Czaszki
- Incredible Hulk
- Jumper

2009: Avatar

nominacje:
- Księga ocalenia
- Moon
- Star Trek
- Transformers: Zemsta upadłych
- X-Men Geneza: Wolverine
- Zapowiedź

## 2010–2019
2010: Incepcja

nominacje:
- Iron Man 2
- Istota
- Medium
- Nie opuszczaj mnie
- Tron: Dziedzictwo

2011: Geneza planety małp

nominacje:
- Władcy umysłów
- Kapitan Ameryka: Pierwsze starcie
- Jestem Bogiem
- Super 8
- X-Men: Pierwsza klasa

2012: Avengers

nominacje:
- Kronika
- Atlas chmur
- Igrzyska śmierci
- Looper – Pętla czasu
- Prometeusz

2013: Grawitacja

nominacje:
- Gra Endera
- Igrzyska śmierci: W pierścieniu ognia
- Pacific Rim
- Riddick
- W ciemność. Star Trek

2014: Interstellar

nominacje:
- Ewolucja planety małp
- Na skraju jutra
- Godzilla
- Igrzyska śmierci: Kosogłos. Część 1
- Teoria wszystkiego

2015: Gwiezdne wojny: Przebudzenie Mocy

nominacje:
- Ex Machina
- Jurassic World
- Mad Max: Na drodze gniewu
- Marsjanin
- Terminator: Genisys

2016: Łotr 1. Gwiezdne wojny – historie

nominacje:
- Nowy początek
- Dzień Niepodległości: Odrodzenie
- Nocny uciekinier
- Pasażerowie
- Star Trek: W nieznane

2017: Blade Runner 2049

nominacje:
- Obcy: Przymierze
- Life
- Gwiezdne wojny: Ostatni Jedi
- Valerian i miasto tysiąca planet
- Wojna o planetę małp

2018/2019: Player One

nominacje:
- Alita: Battle Angel
- Bumblebee
- Jurassic World: Upadłe królestwo
- Han Solo: Gwiezdne wojny – historie
- Przepraszam, że przeszkadzam
- Upgrade

## 2020–2029
2019/2020: Gwiezdne wojny: Skywalker. Odrodzenie

nominacje:
- Ad Astra
- Bliźniak
- Lucy in the Sky
- Tenet
- Terminator: Mroczne przeznaczenie

2021/2022: * Nie!

nominacje:
- Zbrodnie przyszłości
- Diuna
- Free Guy
- Godzilla vs. Kong
- Jurassic World Dominion

2022/2023: * Avatar: Istota wody

nominacje:
- Twórca
- M3GAN
- Prey
- Transformers: Przebudzenie bestii